# اکیاری، گانداگماش
اکیاری، گانداگماش (به لاتین: Akyarı, Gündoğmuş) یک منطقهٔ مسکونی در ترکیه است که در استان آنتالیا واقع شده‌است.